# Hilton Food Group
Hilton Food Group plc er en britisk kødproducent. Virksomheden blev etableret i Huntingdon i 1994 som en oksekøds- og lammekødsproducent.